# CD Don Benito
CD Don Benito is een Spaanse voetbalclub uit Don Benito in de regio Extremadura die in het seizoen 2019/20 voor het eerst uitkomt in de Segunda División B. De club werd in 1928 opgericht.
Atlético Baleares ·
CD Badajoz ·
CD Don Benito ·
Extremadura UD ·
Getafe CF B ·
Las Rozas CF ·
Atlético Madrid B ·
CF Internacional de Madrid ·
Real Madrid Castilla ·
UD Melilla ·
Mérida AD ·
CDA Navalcarnero ·
UD Poblense ·
Rayo Majadahonda ·
SS Reyes ·
UD Socuéllamos ·
CF Talavera de la Reina ·
CF Villanovense ·
Villarrubia CF ·
CP Villarrobledo